# Artériectomie
L'artériectomie est une opération chirurgicale consistant à faire la résection d'une artère ou plus souvent d'un segment d'artère,.
La résection artérielle est étendue au plexus sympathique qui l’entoure et est suivie de rétablissement de la continuité par une greffe. Le greffon est un fragment veineux prélevé sur le patient ou une prothèse artérielle en téflon.
Les premières techniques d'artériectomie, entrevues en médecine vétérinaire, ont été décrites dès 1917 par René Leriche et développées par lui même ses élèves dans les années 1930.
Il ne faut pas confondre l'artériectomie et l'endartériectomie (en) qui consiste à éliminer la seule plaque athéromateuse dans la muqueuse d'une artère rétrécie par l'accumulation de dépôts.